# Boulogne – Pont de Saint-Cloud (Métro Paris)
Boulogne – Pont de Saint-Cloud [bulɔɲ pɔ̃ də sɛ̃ klu] ist eine unterirdische Station der Pariser Métro. Sie befindet sich im Pariser Vorort Boulogne-Billancourt unterhalb des Rond-Point Rhin et Danube. Die Station wird von der Métrolinie 10 bedient. Den Namen gibt die nahe gelegene Brücke nach Saint-Cloud.
Die Station wurde am 2. Oktober 1981 mit Eröffnung des letzten Abschnitts der Linie 10 in Betrieb genommen. Diese verkehrte seitdem von der Station Boulogne – Jean Jaurès bis zu ihrem heutigen westlichen Endpunkt Boulogne – Pont de Saint-Cloud.